# Meleti
Meleti é uma comuna italiana da região da Lombardia, província de Lodi, com cerca de 450 habitantes. Estende-se por uma área de 7 km², tendo uma densidade populacional de 64 hab/km².
Faz fronteira com Crotta d'Adda (CR), Cornovecchio, Maccastorna, Castelnuovo Bocca d'Adda, Caselle Landi.

## Demografia
| Variação demográfica do município entre 1861 e 2011                               |
|                                                                                   |
| Fonte: Istituto Nazionale di Statistica (ISTAT) - Elaboração gráfica da Wikipedia |

## Fotografias

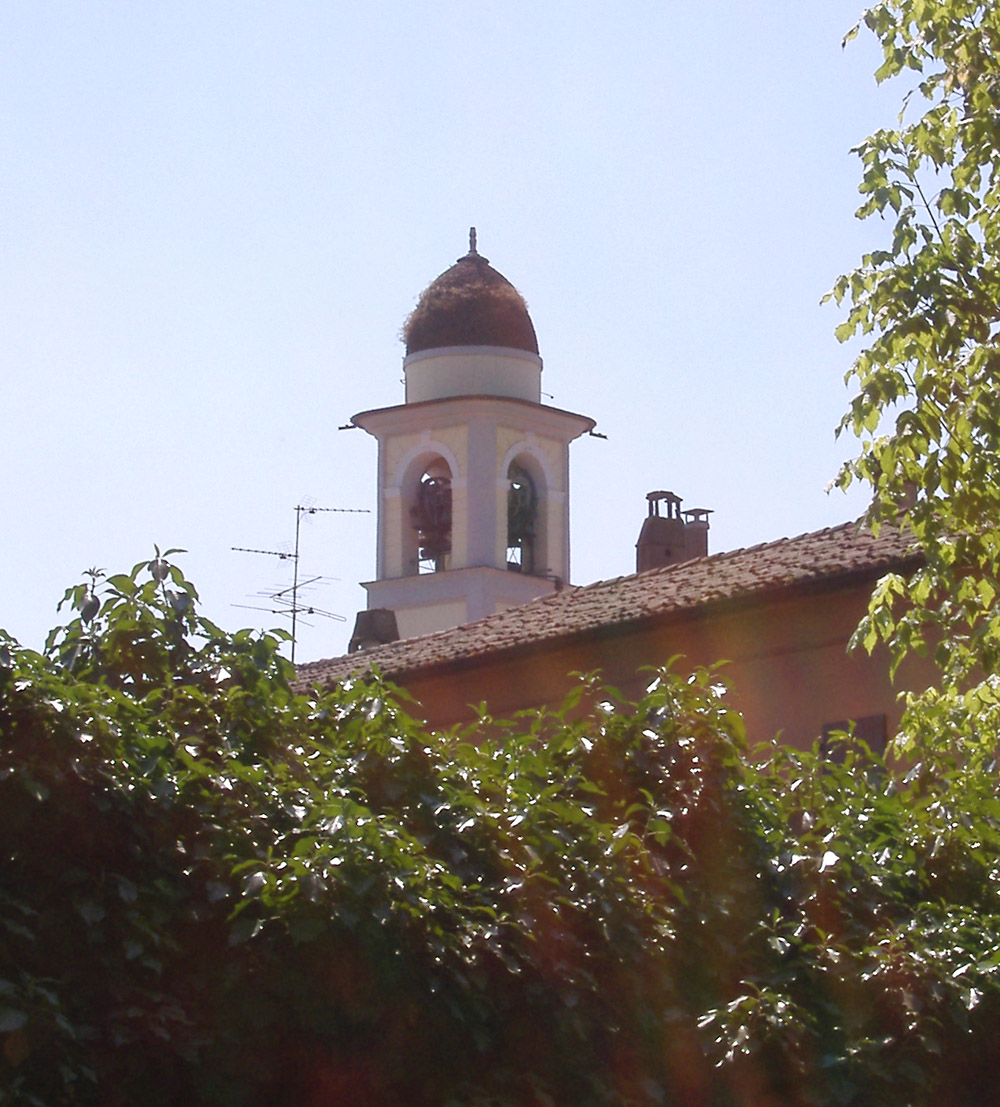
A torre da igreja.
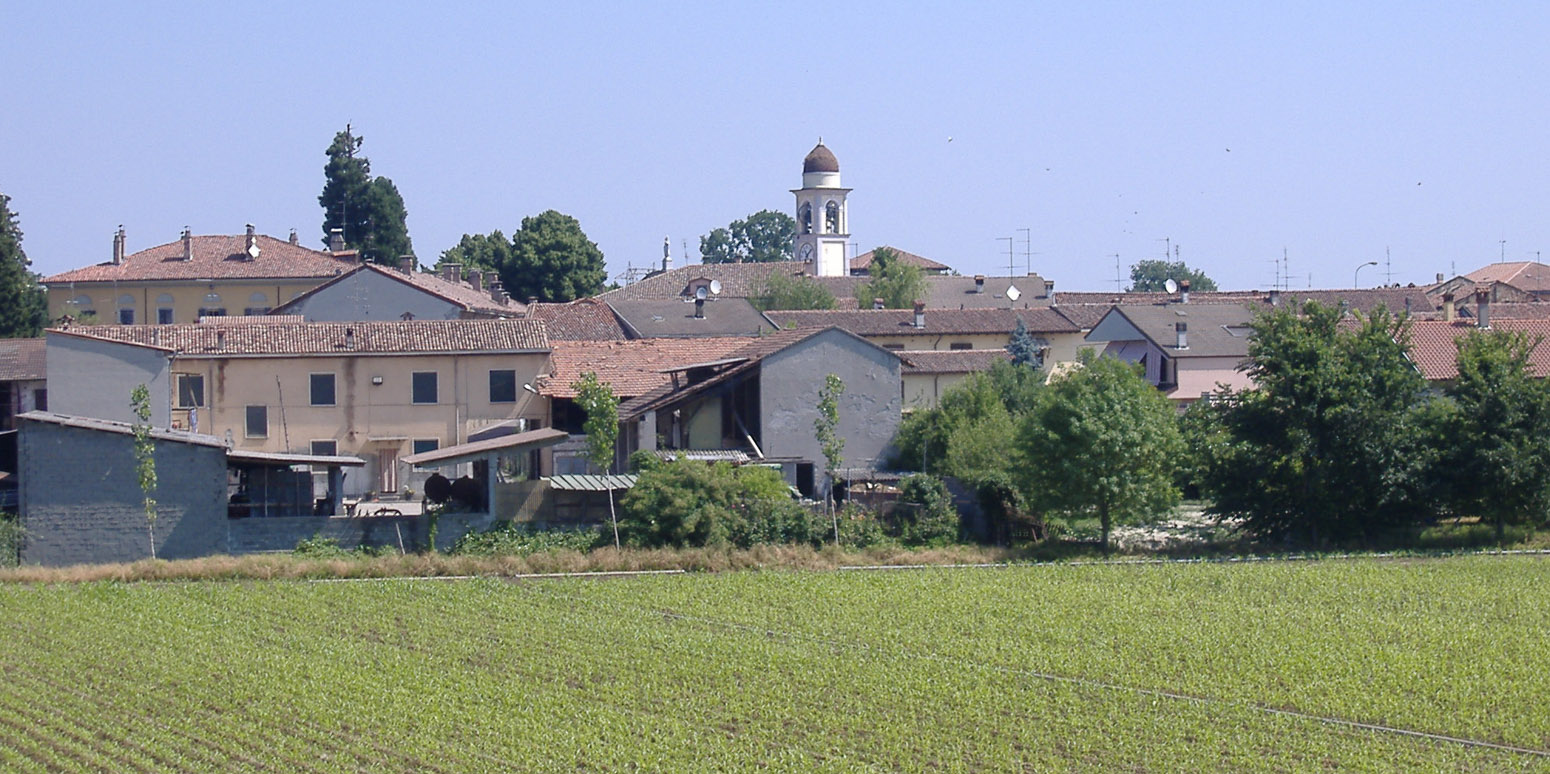
Panorama da cidadezinha.